# サイディング・スプリングサーベイ
Siding Spring Survey (SSS) は、オーストラリア連邦ニューサウスウェールズ州サイディング・スプリング天文台にて行われている、主に地球近傍小惑星の捜索を目的としたプロジェクト。天文台コードはE12。アメリカ合衆国アリゾナ州にて行われているカタリナ・スカイサーベイ、レモン山サーベイと協力することで全天をカバーしており、2008年現在最も成果を挙げているサーベイプロジェクトである。

## 番号付き小惑星
- (90001-91000) 1個
  - (90564) マーク・ジャーニク (Markjarnyk : 2004 GJ2)
- (96001-97000)  3個
- (116001-117000) 11個
- (117001-118000) 25個
- (120001-121000) 11個
- (128001-129000) 29個
- (129001-130000) 10個
- (133001-134000)  1個
- (134001-135000)  1個
- (136001-137000)  4個
- (144001-145000) 17個
- (145001-146000) 32個
- (147001-148000) 13個
- (149001-150000) 10個
- (151001-152000)  3個
- (152001-153000)  9個
- (154001-155000) 24個
- (155001-156000)  4個
- (157001-158000) 14個
- (158001-159000)  6個
- (159001-160000)  2個
- (161001-162000) 17個
- (164001-165000)  3個
- (167001-168000)  5個
- (168001-169000) 15個
- (170001-171000)  2個
- (171001-172000) 22個
- (172001-173000)  3個
- (173001-174000)  5個
- (175001-176000) 19個
- (177001-178000) 22個

（以降は未集計）

## 番号つき周期彗星
- 162P/Siding Spring - サイディング・スプリング周期彗星
- 186P/Garradd (Garradd) - ギャラッド周期彗星

## そのほかの彗星
- C/2004 T3 (Siding Spring) - サイディング・スプリング彗星
- P/2004 V3 (Siding Spring) - サイディング・スプリング周期彗星
- P/2006 HR30 (Siding Spring) - サイディング・スプリング周期彗星
- C/2006 HW51 (Siding Spring) - サイディング・スプリング彗星
- P/2006 R1 (Siding Spring) - サイディング・スプリング周期彗星
- C/2007 K3 (Siding Spring) - サイディング・スプリング彗星
- C/2007 Q3 (Siding Spring) - サイディング・スプリング彗星
- C/2008 FK75 (Lemmon-Siding Spring) - レモン・サイディング・スプリング彗星
- C/2010 A4 (Siding Spring) - サイディング・スプリング彗星

### 個人名のついた彗星 (マックノートの名を冠するものを除く)
マックノート彗星も参照。
- C/2005 O2 (Christensen) - クリステンセン周期彗星
- C/2006 L1 (Garradd) - ギャラッド彗星
- C/2006 O2 (Garradd) - ギャラッド彗星
- C/2007 E1 (Garradd) - ギャラッド彗星
- P/2007 H3 (Garradd) - ギャラッド周期彗星
- C/2007 Q1 (Garradd) - ギャラッド彗星
- P/2007 R4 (Garradd) - ギャラッド周期彗星
- C/2008 E3 (Garradd) - ギャラッド彗星
- C/2008 J5 (Garradd) - ギャラッド彗星
- C/2008 P1 (Garradd) - ギャラッド彗星
- C/2008 Q3 (Garradd) - ギャラッド彗星
- P/2008 R1 (Garradd) - ギャラッド周期彗星
- C/2009 P1 (Garradd) - ギャラッド彗星
- C/2009 U1 (Garradd) - ギャラッド彗星
- C/2010 E1 (Garradd) - ギャラッド彗星
- C/2010 FB87 (WISE-Garradd) - WISE・ギャラッド彗星
- C/2010 H1 (Garradd) - ギャラッド彗星